# Krunoslav Martinović
Krunoslav Martinović (Križevci, 5. listopada 1939.) hrvatski slikar i liječnik.

## Životopis
Profesionalno opredjeljenje Krunoslava Martinovića bila je medicina. Diplomirao je na Medicinskom fakultetu u Zagrebu 1964., specijalist je internist od 1973., poslijediplomski studij iz kardiovaskularnih bolesti završio je 1974., a magistrirao 1982. godine. Većinu radnog staža proveo je na Internom odjelu Opće bolnice u Varaždinu. Za značajan doprinos razvoju zdravstva dobio je Medalju grada Varaždina za 2004. godinu.

## Slikarstvo
Slikarsku naobrazbu stjecao je školovanjem u gimnaziji u Križevcima, likovnim tečajevima, savjetima profesionalnih likovnih umjetnika, te obilascima brojnih europskih galerija, muzeja i izložbi. Već rani njegovi radovi nagovještavali su osobnost, koja se oduševljavala za postulate, što su ih davno inaugurirali impresionisti. Ta ljubav za boju i svjetlo, trenutačan dojam i uzbuđenost atmosfere, postat će zaštitnim znakom ovog slikara.
Poznat je najviše po impresionističkim pejsažima u tehnici ulja na platnu, slikama s motivima ženskog lika i akta, te motivima starih hrvatskih gradova – Križevaca, Varaždina i Zagreba (Griča).
Slika akvarel, gvaš, bavi se crtežom i karikaturom.
O njemu su pisali povjesničari umjetnosti i likovni kritičari: Juraj Baldani, Antun Bauer, Josip Depolo, Ernest Fišer, Magda Weltruski i drugi.

### Predstavljanja
Imao je više od 40 samostalnih izložaba, a na skupnim izložbama pojavljivao se više od 350 puta, kako u Hrvatskoj, tako i u više europskih zemalja, te Kanadi i SAD-u.
Prvu samostalnu izložbu slika imao je u Galeriji starih i novih majstora u Gradskom muzeju Varaždin, 1978. godine.
Slike mu se nalaze u više galerija i privatnih zbirki u Hrvatskoj, te u Napulju, Bologni, Milanu, Beču, Münchenu, Kölnu, Elstu, Londonu, Montrealu, itd.
Mini-monografija "Martinović" objavljena je 1990.(priredio Mladen Pavković), Juraj Baldani je 2002. objavio monografiju "Kruno Martinović – Slikarstvo", a u travnju 2019. objavljena je monografija "Portreti obiteljske intime" koju je uredio Mladen Pavković. U listopadu 2019. objavljena je i Martinovićeva monografija "Život s medicinom i umjetnosti" (priredio i uredio Mladen Pavković).

### Nagrade
Primio je više priznanja i nagrada za likovno stvaralaštvo, među kojima treba posebice istaći premije Europske akademije (Akademija europskih intelektualaca) za znanost, književnost i umjetnost iz Napulja, "Grand Prix Mediterranée Étoiles d'Europe" za dostignuća na području impresionizma i avangardnog slikarstva. Ujedno mu je dodijeljen naziv "Akademik po zasluzi" (Accademico di Merito) za "visok etičko-kulturni doprinos, što je temelj za dobrobit duhovnog jedinstva naroda Europe".
Član je Hrvatskog društva likovnih umjetnika (HDLU).